# Cirrhoscyllium
 Cirrhoscyllium  ist eine Gattung innerhalb der Echten Haie und der Familie der Kragenteppichhaie. Sie beinhaltet drei Arten, die in sehr begrenzten Verbreitungsgebieten um Japan, Taiwan und im Südchinesischen Meer vorkommen.

## Merkmale
Bei allen Arten der Gattung handelt es sich um kleine und sehr schlanke, langgestreckte Arten. Sie erreichen eine Körperlänge weniger als 50 Zentimeter, wobei der Bartel-Teppichhai mit maximal bekannten 33,5 Zentimeter die kleinste Art und der Sattel-Teppichhai mit maximal 44 Zentimeter die größte Art darstellt. Die Körperunterseite ist in für bodenlebende Haiarten typischerweise abgeflacht. Die beiden Rückenflossen liegen sehr weit hinten, die erste Rückenflosse entspringt bei allen Arten hinter den Bauchflossen und die zweite deutlich hinter dem Ansatz der Afterflosse.
Gegenüber den nahe verwandten Arten der Gattung Parascyllium lassen sich Cirrhoscyllium-Arten durch den Besitz von Barteln im Bereich der Kehle abgrenzen. Zudem sind die Arten der Gattung Parascyllium in der Regel durch eine deutliche Zeichnung mit zahlreichen Flecken und Punkten gekennzeichnet während bei Cirrhoscyllium-Arten nur Sattelflecken vorkommen.

## Verbreitung
Die drei Arten der Gattung Cirrhoscyllium haben jeweils ein sehr eng begrenztes Verbreitungsgebiet in Südostasien. So kommt der Bartel-Teppichhai im Südchinesischen Meer im Bereich der Küsten von China, Vietnam und der Philippinen vor. Der Taiwanesische Teppichhai ist ausschließlich im Küstenbereich Taiwans und der Sattel-Teppichhai lebt vor den südlichen und östlichen Pazifikküsten der japanischen Inseln Kyushu und Shikoku.
Sie leben auf dem pazifischen Kontinentalschelf in Tiefen unterhalb von 100 Metern bis zu 290 m beim Sattel-Teppichhai.

## Lebensweise
Über die Lebensweise der drei Arten liegen nur sehr wenige Informationen vor. Wahrscheinlich sind alle Arten eierlegend (ovipar) und sie ernähren sich wahrscheinlich von kleinen Fischen und wirbellosen Tieren.

## Systematik
Die Gattung Cirrhoscyllium besteht aus drei Arten und bildet gemeinsam mit der Gattung Parascyllium die Familie der Kragenteppichhaie (Parascyllidae) innerhalb der Ammenhaiartigen (Orectolobiformes).
Bei den drei Arten handelt es sich um:
- Bartel-Teppichhai (Cirrhoscyllium expolitum  Smith & Radcliffe in Smith, 1913)
- Taiwanischer Teppichhai (Cirrhoscyllium formosanum  Teng, 1959)
- Sattel-Teppichhai (Cirrhoscyllium japonicum  Kamohara, 1943)

## Gefährdung
Eine Einordnung in die Rote Liste der International Union for Conservation of Nature (IUCN) liegt bei allen Arten nicht vor. Sie sind selten und werden nur gelegentlich als Beifang gefangen, Der Taiwanesische Teppichhai ist bislang nur durch 12 Individuen beschrieben, die an Boden-Langleinen gefangen wurden.